# Lapplands universitet
Lapplands universitet (finska: Lapin yliopisto) är det nordligaste universitetet i Europeiska unionen och ligger i staden Rovaniemi, Finland. Fram till 1991 verkade Lapplands universitet under namnet Lapplands högskola. Lapplands universitet är känt för sin forskning inom konst och turism.
På universitetet studerar cirka 4 000 grundutbildningsstuderande och 500 doktorstuderande. De flesta av Lapplands universitets studenter kommer från andra delar av Finland eller från utomlands. I Finland rankas Lapplands universitet bland de 20 bästa högskolorna och internationellt ligger det på plats 2570.
Lapplands universitets strategiska fokusområden är arktisk global ansvarstagande, hållbar turism och hantering av framtida tjänster och avstånd. Universitetet samarbetar med universitet och organisationer över hela världen för att främja forskning, utbildning och kulturellt utbyte. Antalet anställda vid Lapplands universitet är 647, varav 68 är professorer. Lapplands universitets budget för år 2018 var cirka 50 miljoner euro.
Lapplands universitet är medlem i det internationella nätverket University of the Arctic, och värd för organisationens internationella sekretariat.

## Fakulteter
Lapplands universitet har fyra fakulteter:
- Fakulteten för konst och formgivning
- Juridiska fakultetet
- Pedagogiska fakulteten
- Samhällsvetenskapliga fakulteten

Förutom fakulteterna finns det institutioner vid universitetet, såsom Arktiska centret, Öppet universitet, Utbildnings- och utvecklingstjänster och Administrativa enheten. Enheter som är gemensamma med Lapplands högskolekoncern är Turismforsknings- och utbildningsinstitutet, Institutet för norrländsk kultur, Lapplands högskolebibliotek och Lapplands högskolekoncernens språkcentrum.

## Historia
Lapplands universitet grundades 1979 under namnet Lapplands högskolan. Universitetets namn ändrades till dess nuvarande form den 1 januari 1991. Den ursprungliga högskolan inkluderade fakulteten för utbildningsvetenskap, juridiska fakulteten och universitetsbiblioteket. Senare grundades fakulteten för samhällsvetenskap (1982) och fakulteten för konst (1990).

### Institutioner
Universitetet etablerade enheter som Fortbildningscentral (1983), Språkcentret (1983), Institutet för norra miljö- och minoritetsrättigheter (1985) och Arktiska centret (1989). Institutet för norra miljö- och minoritetsrättigheter sammanslogs med Arctic Centre år 1997.
År 1992 färdigställdes Arktikum-huset och den första promotionen hölls. År 1994 öppnade design- och företagsserviceenheten i Kemi. Enheten sammanfördes med Meri-Lappi-institutet, som universitetet hade grundat tillsammans med Uleåborgs universitet år 1998.
Universitetets nuvarande huvudbyggnad byggdes år 1987. Huvudbyggnaden har utvidgats år 1992, 2000 och 2006.

### Forskning och samarbete
Turismforskningen började vid Lapplands universitet år 1996. Samma år anslöts Rovaniemi konst- och hantverksskola (Rotko) till universitetet. Lapplands universitet ansvarar för den administrativa ledningen och koordineringen av det internationella Arktiska universitetet, som grundades år 2001.
Handelsutbildning inleddes i samarbete med Uleåborgs universitet universitet år 2001. Fakulteten för handel och turism grundades år 2004. Fakulteten för turism och företagsamhet sammanfördes med fakulteten för samhällsvetenskap år 2010.
Verksamheten vid äldreuniversitetet började vid Lapin korkeakoulu år 1989. Bland resultaten av verksamheten vid äldreuniversitetet har det skrivits flera vetenskapliga publikationer och avhandlingar. Våren 2008 var samhällsvetenskapens doktor Pentti Kortelainen den första i Finland att skriva en avhandling baserad på verksamheten vid äldreuniversitetet.

### Jubileum
Lapplands universitet firade sitt 25-årsjubileum år 2004. Till jubileet ordnade universitetet sin tredje doktor- och magisterpromotion där 14 hedersdoktorer promoverades, däribland Antti Eskola och Peter McLaren. Universitetets första promotion hölls år 1992, då nio hedersdoktorer promoverades. Vid den andra promotionen år 1999 promoverades 15 hedersdoktorer.

## Administration

### Rektor
Antti Syväjärvi är rektor vid Lapplands universitet, och har varit det sedan 2019.
| Namn             | Period    |
| ---------------- | --------- |
| Esko Riepula     | 1979–2006 |
| Mauri Ylä-Kotola | 2006–2019 |
| Antti Syväjärvi  | 2020–     |

### Styrelse
Lapin yliopiston styrelse har 11 medlemmar, varav sex representerar universitetssamfundet och fem kommer utifrån. Styrelsen leds av Hannele Niemi, professor i pedagogik vid Helsingfors universitet.
| Namn              | Status        | Affiliation                                                  |
| ----------------- | ------------- | ------------------------------------------------------------ |
| Hannele Niemi     | Extern medlem | Professor, Helsingfors universitet                           |
| Olli Väyrynen     | Extern medlem | Utvecklingsdirektör & Vice ordförande för styrelsen, Finavia |
| Liisa Holmberg    | Extern medlem | Film Commissioner, International Sámi Film Institute         |
| Johanna Buchert   | Extern medlem | Generaldirektör, Naturresursinstitutet                       |
| Markku Ollikainen | Extern medlem | Ordförande, Finlands klimatpanel                             |
| Jonna Häkkilä     | Intern medlem | Professor, Fakulteten för konst                              |
| Jarno Valkonen    | Intern medlem | Professor, Fakulteten för samhällsvetenskap                  |
| Heikki Huilaja    | Intern medlem | Forskare, Fakulteten för samhällsvetenskap                   |
| Satu Pesola       | Intern medlem | Forskningschef, Forskningstjänster                           |
| Elina Kuula       | Intern medlem | Student, Juridiska fakulteten                                |
| Sofia Tuovinen    | Intern medlem | Student, Fakulteten för samhällsvetenskap                    |